# Джекетт, Кенни
Ке́нни Дже́кетт (англ. Kenny Jackett; род. 5 января 1962, Уотфорд) — валлийский футболист, играл на позиции полузащитника. По завершении игровой карьеры — тренер.
Провёл всю свою игровую карьеру в «Уотфорде», прежде чем его карьера закончилась травмой в возрасте 28 лет, а также национальной сборной Уэльса, за которую он получил право играть из-за своего отца-валлийца.

## Клубная карьера
Кенни родился в семье профессионального футболиста Фрэнка Джекетта, который играл в «Уотфорде» в период между 1949 и 1953 годами. Кенни начал заниматься футболом в этом же клубе в возрасте 12 лет и дебютировал за первую команду в возрасте 18 лет 26 апреля 1980 года, выйдя на замену в матче против «Сандерленда».
Со следующего сезона Кенни стал основным игроком клуба, а в сезоне 1981/82 помог ему выйти в элитный английский дивизион. Кроме того, он сыграл в единственном поединке клуба в финале Кубка Англии, когда они проиграли «Эвертону» в 1984 году. Такие успехи также привели к тому, что Джеккет с командой в следующем сезоне дебютировал в еврокубках.
Однако, пройдя ряд операций на колене, он был вынужден преждевременно завершить свою карьеру в 1990 году в возрасте 28 лет. Всего он сыграл 428 матчей за «шершней», забив 34 гола и занял шестое место в списке игроков клуба по количеству проведённых матчей.

## Выступления за сборную
22 сентября 1982 года дебютировал в официальных играх в составе национальной сборной Уэльса в матче-отборе на Евро-1984 против Норвегии (1:0). Последний раз сыграл за сборную 27 апреля 1988 года в товарищеской игре против Швеции (1:4) в Стокгольме. Всего в течение карьеры в национальной команде, которая длилась 7 лет, провёл в форме главной команды страны 31 матч.

## Карьера тренера
После выхода на пенсию Джекетт остался в «Уотфорде» и выполнял функции тренера, пока в 1996 году не был назначен главным тренером, вместо Грэма Тейлора, который стал спортивным директором клуба. В то время клуб опустился во Второй дивизион и Джекетт не смог вернуть ему высокую позицию. Сезон 1996/97 «Уотфорд» закончил на 13 месте, в самой нижней позиции начиная с 1970 года. После этого Джекетт был понижен в должности до помощника тренера, которым снова стал Грэм Тейлор. Этот тандем за два сезона вывел команду из третьего по уровню дивизиона в Премьер-лигу, но в элитном дивизионе в сезоне 1999/00 клуб занял 20 место и вылетел в Первый дивизион.
В конце сезона 2000/01 Тейлор покинул «Уотфорд», после чего Джекетт был уволен по приказу нового менеджера Джанлуки Виалли. Зато Кенни присоединился к Иану Холлоуэю в «Куинз Парк Рейнджерс», как помощник менеджера и сделал свой вклад в выход команды в Чемпионшип.
После трёх лет работы с КПР Джекет перешёл в «Суонси Сити», заменив Брайана Флинна. В свой первый сезон на посту тренера Кенни Джекетт поднял клуб из Второй лиги и выиграл Кубок валлийской Премьер-лиги. В сезоне 2006/07 Джекет выиграл Трофей Футбольной лиги и второй раз Кубок валлийской Премьер-лиги. Несмотря на успехи, 15 февраля 2007 Джекетт разорвал контракт с клубом по обоюдному согласию. Он объяснил своё решение тем, что не чувствовал поддержки со стороны тех, кто был так или иначе связан с клубом.

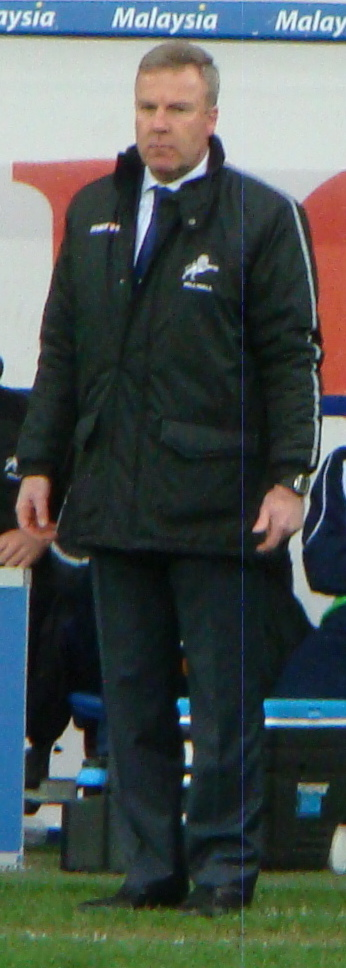
Кенни Джекетт во время работы в «Миллуолле». 2012 год.

7 марта 2007 Кенни Джекетт был назначен тренером резервной команды «Манчестер Сити», однако 6 ноября того же года покинул эту должность и возглавил «Миллуолл». 2 октября 2008 года Джекетт получил звание «Тренер месяца Первой футбольной лиги» за то, что одержал 5 побед подряд. В марте 2009 года Кенни получил награду во второй раз. В сезоне 2008/09 Джекетт привёл клуб в финал плей-офф Первой Футбольной лиги, однако клуб в финале проиграл «Сканторпу» (2:3). Однако в следующем сезоне 2009/10 «Миллуолл» таки вышел в Чемпионшип в результате победы над «Суиндон Тауном» в финале плей-офф. В первый сезон в Чемпионшипе Джекетт привёл «Миллуолл» до девятого места, борясь за место в плей-офф, вплоть до предпоследней игры сезона. Однако уже в следующем сезоне 2011/12 годов клуб боролся за выживание, оставаясь рядом с зоной вылета весь сезон, пока «Миллуолл» не выдал сильное завершение сезона, выиграв семь матчей, пять из которых подряд, за что Джекетт был назван тренером месяца в Чемпионшипе за апрель 2012 года. В сезоне 2012/13 команда достигла полуфинала Кубка Англии, где проиграла будущим победителям «Уиган Атлетик». Тем не менее в чемпионате дела шли не так хорошо и клуб сохранил прописку только в последнем туре сезона, закончив чемпионат на 20-м месте. Через три дня после окончания сезона Джекетт ушёл в отставку, заявив, что он чувствует что «подходит время для нового вызова, а также для нового менеджера, чтобы прийти в „Миллуолл“ с новыми идеями». Совет клуба принял решение «с неохотой».
31 мая 2013 года Джекетт возглавил «Вулверхэмптон Уондерерс», который впервые с 1989 года выступал в третьем по уровню дивизионе. Команда начала сезон с ряда побед, за что Джекетт был номинирован на звание лучшего менеджера Первой лиги в августе. В октябре он снова получил эту награду после серии без поражений, в течение которой его команда добыла 10 очков в четырёх играх. В итоге под его руководством «волки» с первой попытки вышли в Чемпионшип и установили новый рекорд дивизиона — 103 очка за сезон. После окончания сезона Джекетт был объявлен лучшим тренером Первой лиги в сезоне, выиграв ещё одну месячную награду за март 2014 года.
В первом сезоне в Чемпионшипе «волки» стали седьмыми, едва не пробившись в плей-офф, однако следующий сезон оказался менее успешным, поскольку команда закончила на 14-м месте. В июле 2016 года клуб был приобретен китайским конгломератом Fosun International. Несмотря на то, что спекуляции в средствах массовой информации называли Юлена Лопетеги заменой Джекетта после завершения поглощения, новые владельцы сначала подтвердили, что они планируют сотрудничать с Джекеттом после того, как Лопетеги был назначен тренером национальной сборной Испании. Однако через четыре дня, 29 июля 2016 года, клуб подтвердил, что контракт Джекетта был прекращён.
21 октября 2016 года Джекетт был объявлен менеджером «Ротерем Юнайтед» после увольнения Алана Стаббса. Он подписал трёхлетний контракт с клубом из Чемпионшипа, однако уже 28 ноября, подал в отставку после 39 дней и пяти матчей на посту.
2 июня 2017 года Джекетт подписал двухлетний контракт с «Портсмутом». В ноябре 2017 года клуб объявил, что Джекетт продлил первоначальный контракт ещё на два года до июня 2021 года.

## Тренерская статистика
| Клуб                    | Страна | Начало работы   | Завершение работы | Показатели | Показатели | Показатели | Показатели | Показатели |
| Клуб                    | Страна | Начало работы   | Завершение работы | И          | В          | Н          | П          | % побед    |
| ----------------------- | ------ | --------------- | ----------------- | ---------- | ---------- | ---------- | ---------- | ---------- |
| Уотфорд                 | Англия | 21 мая 1996     | 12 мая 1997       | 55         | 20         | 20         | 15         | 036,4      |
| Суонси Сити             | Англия | 5 апреля 2004   | 15 февраля 2007   | 156        | 69         | 40         | 47         | 044,2      |
| Миллуолл                | Англия | 6 ноября 2007   | 7 мая 2013        | 307        | 130        | 74         | 103        | 042,3      |
| Вулверхэмптон Уондерерс | Англия | 31 мая 2013     | 29 июля 2016      | 150        | 69         | 43         | 38         | 046,0      |
| Ротерем Юнайтед         | Англия | 21 октября 2016 | 28 ноября 2016    | 5          | 0          | 1          | 4          | 000,0      |
| Портсмут                | Англия | 2 июня 2017     | 14 марта 2021     | 211        | 107        | 44         | 60         | 050,7      |
| Лейтон Ориент           | Англия | 21 мая 2021     | 22 февраля 2022   | 38         | 12         | 14         | 12         | 031,6      |
| Итого                   | Итого  | Итого           | Итого             | 922        | 407        | 236        | 279        | 044,1      |

## Титулы и достижения
- Обладатель Трофея Футбольной лиги: 2006/07
- Обладатель Кубка валлийской Премьер-лиги: 2005/06, 2006/07
- Победитель Лиге 1: 2013/14

### Индивидуальные
- Тренер года в Лиге 1: 2013/14
- Тренер месяца в Чемпионшипе: апрель 2012, ноябрь 2012, август 2014
- Тренер месяца в Лиге 1: сентябрь 2008, октябрь 2009, март 2010, март 2014

## Ссылка
- Профиль игрока и профиль тренера (англ.) на сайте Transfermarkt
- Профиль на сайте worldfootball.net (англ.)
- Профиль на сайте National Football Teams (англ.)
- Профиль игрока на сайте EU-Football.info (англ.)